# Публий Ветурий Гемин Цикурин
Публий Ветурий Гемин Цикурин (лат. Publius Veturius Geminus Cicurinus; VI—V века до н. э.) — римский политический деятель, консул 499 года до н. э. Первый известный истории представитель патрицианского рода Ветуриев.
В источниках нет единого мнения об имени этого политика. Тит Ливий называет его Гай Ветусий, Кассиодор — Луций Ветусий, Дионисий Галикарнасский — Публий Ветурий Гемин. Когномен Гемин («близнец») указывает на брата Публия Ветурия — Тита Ветурия Гемина Цикурина, консула 494 года до н. э.
В 509 году Публий Ветурий стал одним из двух первых квесторов Римской республики (наряду с Марком Минуцием). Позже он был избран консулом на 499 год (его коллегой стал Тит Эбуций Гельва) и в этом качестве продолжил войну с Фиденами. Ветурий вёл осаду города и разбил под его стенами более многочисленную армию противника.